# فرنسيسكو سانتوس كالديرون
فرنسيسكو سانتوس كالديرون (بالإسبانية: Francisco Santos Calderón)‏ هو ناشط حقوق الإنسان وصحفي وسياسي كولومبي، ولد في 14 أغسطس 1961 ببوغوتا في كولومبيا. حزبياً، نشط في Democratic Centre ‏. وقد انتخب نائب رئيس كولومبيا (7 أغسطس 2002 – 7 أغسطس 2010) وانتخب سفير كولومبيا لدى الولايات المتحدة ‏ (6 سبتمبر 2018 – ).